# Ghidfalău
Ghidfalău (en hongrois Gidófalva) est une commune de Roumanie située dans le județ de Covasna dans le Pays sicule en Transylvanie. Elle est située à 5 km de Sfântu Gheorghe (Sepsiszentgyörgy), la capitale du județ. Elle est composée des villages suivants:
- Ghidfalău, siège de la commune
- Angheluș (Angyalos)
- Fotoș (Fotosmartonos)
- Zoltan (Étfalvazoltán)

En 2002, la population est composée à 97,4 % de Sicules de Transylvanie (magyarophones).
En 1919 et entre 1940 et 1944, la ville dépend de la Hongrie (comitat de Háromszék).

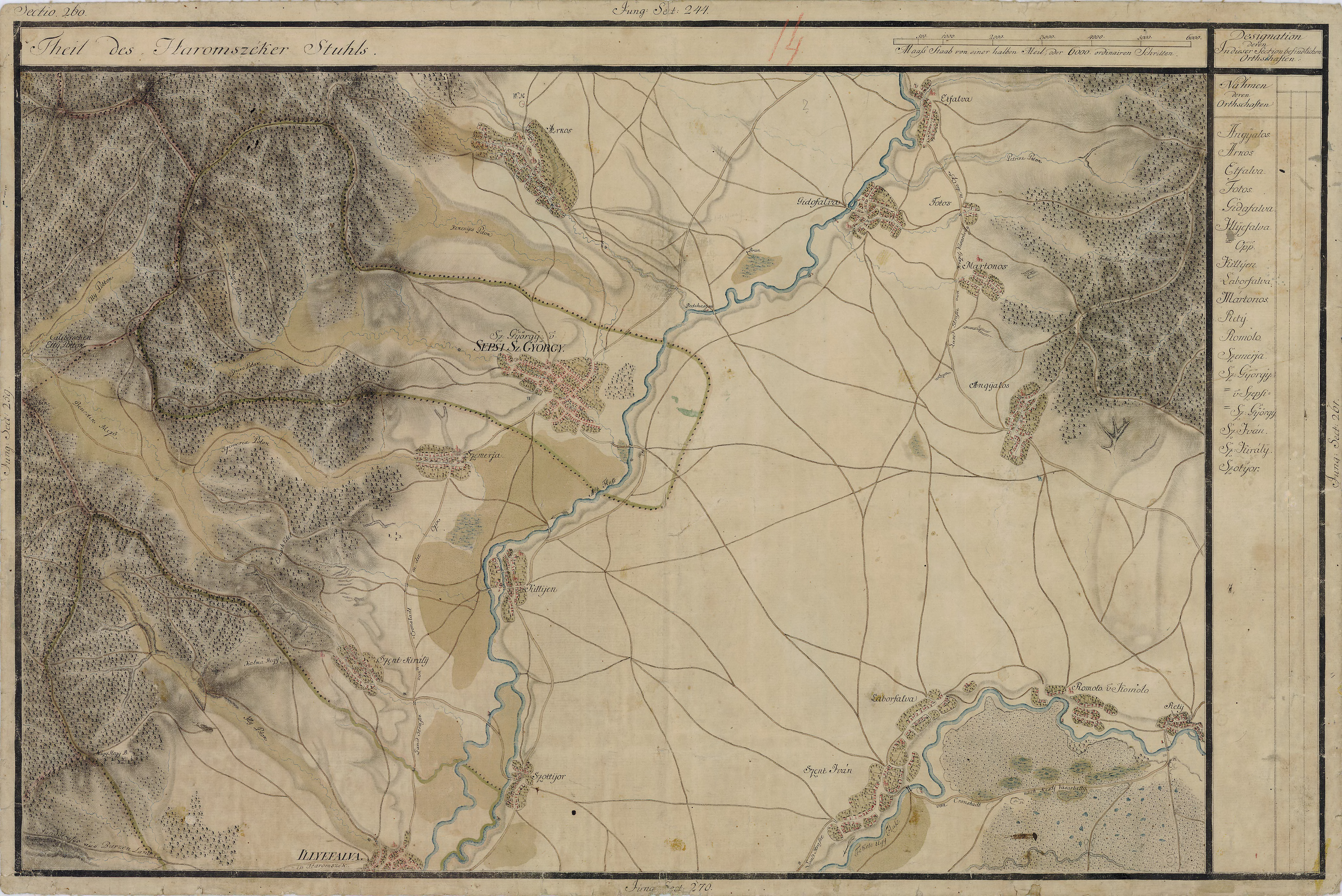
Localisation de Ghidfalău (Gidófalva) sur la Josephinische Landesaufnahme (1769-1773).